# Търлиски инцидент
Търлиският инцидент е име, дадено за убийството на 17 български селяни, извършено от гръцки офицер на 27 юли 1924 година в Търлис, планинско село в дем Неврокоп, Гърция, близо до гръцко-българската граница.

## История
Търлис, Ловча и Каракьой са три български села, разположени на гръцка територия, след като е преначертана българо-гръцката граница съгласно договора от Букурещ от 1913 година. С население от около 800 души, само 50 от тях са гръцки бежанци, наскоро преселени от Турция. В Гърция е въведено военно положение от правителството на Темистоклис Софулис, което идва на власт само три дена по-рано на 24 юли. Официалните гръцки заключения твърдят, че през съботната вечер на 26 юли жители на Търлис са били струпани на селския площад да дискутират изхода от репатрирането между Гърция и България съгласно Ньойския мирен договор, който осигурява доброволна обмяна на население между двете страни. Крайният срок за приемането на преместването свършва пет дни по-късно на 31 юли 1924 година. Изведнъж се чуват изстрели и бомбени експлозии от близката клисура, но без да има пострадали. Майор Калабиликис, командир на Осма погранична дружина, заповядва да се арестуват група от около 70 български селяни от трите села като заподозрени за изстрелите.
На следващия ден, неделя, 27 юли, Калабаликис заповядва на помощника си лейтенант Доксакис, гръцки офицер от Крит, да премести 27 от задържани селяни и да му ги доведе до администрацията в Сяр за разпити, като мине през село Горно Броди. Доксакис начело с 10 гръцки войника води пленените през трудния планински път, заобикаляйки оживените пътища между Търлис и Горно Броди. Той се връща пет часа по-късно, за да докладва, че неговият отряд е атакуван от български комити, като част от задържаните се опитали да избягат. При това той се принудил да ги спре с изстрели и така 17 от тях били убити.
Непосредствено след инцидента в Петрич е съставен граждански комитет, в който влизат Атанас Калибацев, Христо Медникаров, Георги Чапразов, Васил Попстоянов и д-р Илия Николчев, които апелират пред международната общественост за намеса срещу гръцките зверства. Това масово убийство предизвиква протест на България пред Обществото на народите. От там е назначена комисия за проверка по случая. В доклада на проверяващите, майор Марсел де Pooвер и А. Ц. Корф, който е представен на 2 март 1925 година в Обществото на народите, се подчертава, че през последните години в района не е имало никакви „комитаджийски“ актове. Не са намерени и никакви доказателства, че атентатът от 26 юли е българско дело. Търлиският инцидент поставя проблема за наличието на българско малцинство в Гърция. Той води до международен натиск от страна на ОН върху гръцката страна и подписването на българо-гръцката конвенция за покровителство на националните малцинства Калфов - Политис.